# لوكاس بريدغز
لوكاس بريدغز (بالإسبانية: Esteban Lucas Bridges)‏ هو مستكشف ومؤلف وكاتب أرجنتيني، ولد في 31 ديسمبر 1874 في أوشوايا في الأرجنتين، وتوفي في 4 أبريل 1949 في بوينس آيرس في الأرجنتين.